# Té de China

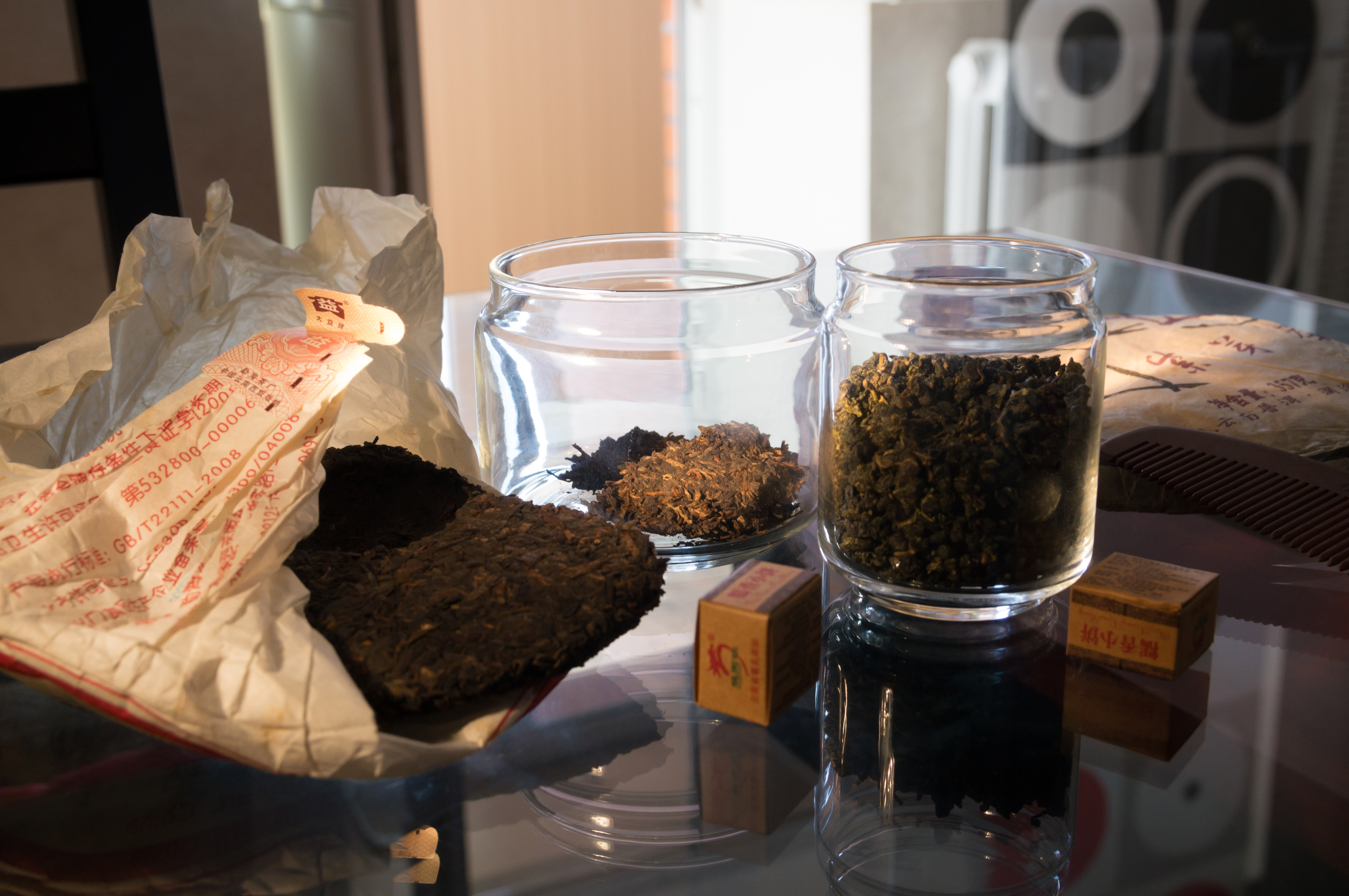
Té de China

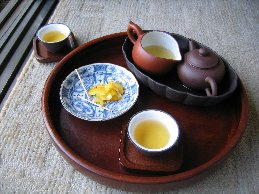
Presentación de té chino.

El té chino  es una bebida hecha de las hojas de plantas de té (Camellia sinensis) y agua hervida. Las hojas de té se procesan utilizando métodos tradicionales chinos. El té chino se consume  todo el día, incluso durante las comidas, como sustituto del agua pura, para la salud o por simple placer.

## Historia

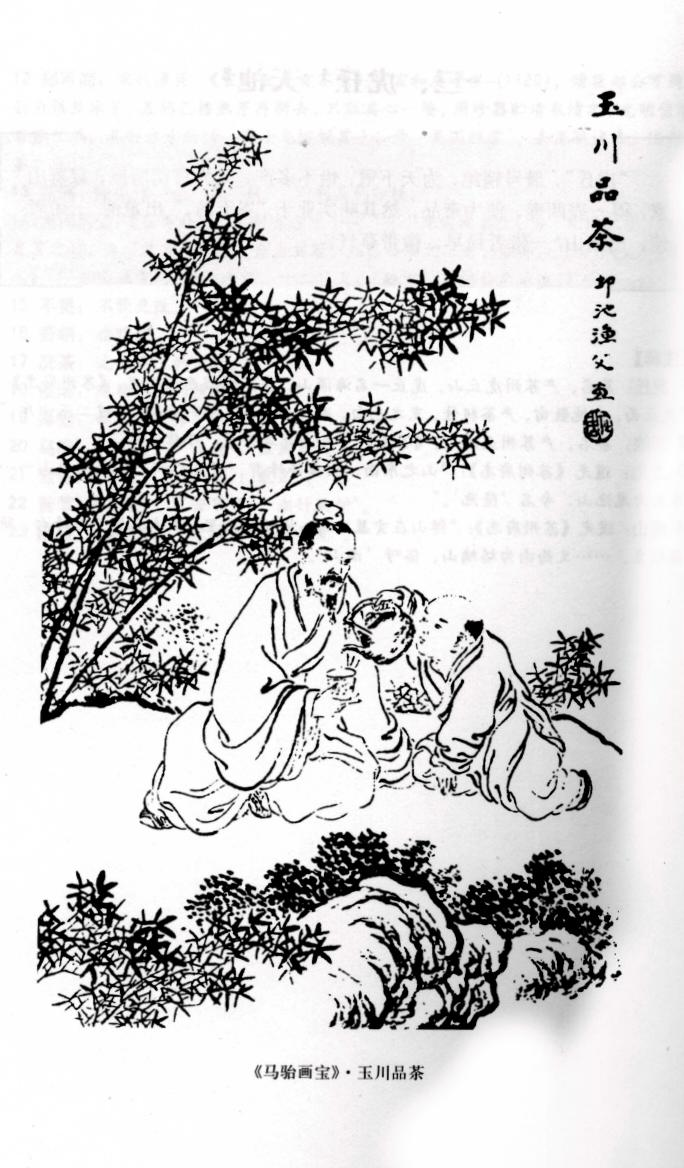
La historia del té está muy arraigada en China.

La práctica de beber té tiene una larga historia en China, pues se originó allí. Pese a ello, y durante la dinastía Tang, el té chino generalmente representa las hojas de té que se han procesado utilizando métodos heredados de la Antigua China. Según la leyenda popular, el té fue descubierto por el emperador chino Shen Nong en 2737 a. C. cuando una hoja de un arbusto cercano cayó en agua que el emperador estaba hirviendo. El té está profundamente tejido en la historia y la cultura de China. La bebida se considera una de las siete necesidades de la vida china, junto con leña, el arroz, aceite, sal, salsa de soja y el vinagre. Alrededor del 771 a. C. y 476 a. C. el té chino se utilizaba con fines medicinales. Este período también conocido como el «período de primavera y otoño», es donde los chinos primero disfrutaron del jugo extraído de las hojas de té que masticaban.

Regiones de té en China.

El té chino se puede clasificar en cinco categorías distintivas: blanco, verde, oolong, negro y postfermentado. Otros añaden categorías para tés perfumados y comprimidos. Todos ellos provienen de variedades de la planta Camellia sinensis. La mayoría de los tés chinos se consumen en China y no se exportan, excepto a las comunidades de habla china en otros países. El té verde es el tipo más popular de té consumido en China.
Dentro de estas principales categorías de té existen grandes variedades de bebidas individuales. Algunos investigadores han contado más de 700 de estas bebidas. Otros ponen el número en más de mil. Algunas de las variaciones se deben a diferentes cepas de la planta de Camillia. El popular Tieguanyin, por ejemplo, se remonta a una sola planta descubierta en Anxi, en la provincia de Fujian. Otros tés dibujan algunas de sus características de las condiciones locales de cultivo. Sin embargo, el factor más grande en las grandes variaciones proviene de las diferencias en el procesamiento del té después de que las hojas de té se cosechan. Los tés blancos y verdes son tratados térmicamente (en chino tradicional, 殺青; en chino simplificado, 杀青) poco después de la cosecha para evitar la oxidación, a menudo llamada fermentación, causada por enzimas naturales en las hojas. Los tés Oolong se oxidan parcialmente. Los tés negros están completamente oxidados. Otras diferencias provienen de las variaciones en las etapas de procesamiento.

## Variedades
La ortografía de las variedades a menudo refleja el uso del inglés y la pronunciación histórica o del sur de China en lugar del pinyin moderno oficial, por ejemplo: Bohea (武夷茶 wǔyí chá), Congou (工夫 gōngfu), Hyson (熙春茶), Souchong (拉普山小種 lāpǔshān xiǎozhǒng), Chunmee (珍眉 zhēnméi), Sowmee (秀眉 xiùméi), Pekoe (白毫 báiháo), Keemun (祁門紅茶 qímén hóngchá).
- Té verde
- Té blanco
- Té negro
- Té Oolong
- Té Pu-erh
- Té amarillo
- Té de crisantemo
- Té de jazmín
- Té Kuding
- Té medicinal